# Ван (провінція)
Ван (тур. Van) — провінція на сході Туреччини. Площа 19 069 км². Населення 1 012 707 чоловік (2007). Адміністративний центр — місто Ван.

## Історія
- Землетрус у Туреччині (2011)